# Épisodes de L'Âge de cristal
Cet article présente les épisodes du feuilleton télévisé L'Âge de cristal (Logan's Run).

## Épisode 1:L'Âge de cristal
- États-Unis : 16 septembre 1977 sur CBS
- France : 17 septembre 1978 sur Antenne 2 (rediffusion : 27 octobre 1981, A2)

- E.J. André : Martin
- Lina Raymond : Siri
- Keene Curtis : Draco
- Ron Hajek : Riles
- Gary Dontzig : Akers
- Anthony De Longis : Ketcham
- Gary Davis : Barry
- Patrick Gorman : David
- Gilbert Girion : L'homme
- Ted Markland : Karlin
- Mary Ball : La femme
- Cal Haynes : Le troisième cavalier
- Wright King : Jonathon
- Mary Hamill : Marianne
- Morgan Woodward : Morgan
- Michael Biehn : un limier

Cet épisode pilote se compose de 3 parties.
La 1re partie se passe dans la cité des dômes où les survivants de l’holocauste atomique vivent isolés du monde extérieur en consacrant leur vie uniquement au plaisir dans toutes ses variations sous le contrôle de limiers (genre de policiers) qui sont les seuls à porter une arme (qui tue, qui paralyse ou qui peut créer le feu).
Afin d’éviter la surpopulation, les décideurs ont créé un système de régulation : le rituel du Carrousel où toutes les personnes âgées de 30 ans sont tuées pour renaître par la suite.
Logan 23 (un limier) qui assiste à cette cérémonie partage ses doutes sur le fait que ce mystique rituel permette de renaître par la suite, à son ami, Francis 14, un limier comme lui, mais qui croit en la société telle qu'elle a été créée.
Appelés pour intercepter 2 fugitifs essayant de quitter la cité des dômes, Logan 23, lors de cette chasse, rencontre Jessica 6 qui appartient à une organisation secrète aidant ceux qui veulent quitter la cité. 
Durant le face à face, elle va lui révéler un terrible secret : le Carrousel n’est pas la réincarnation promise mais une mort lente par injection d'un poison suivie d'une crémation des corps. 
De plus, pour elle, il est possible de vivre à l'extérieur de la Cité des Dômes. 
Convaincu par les propos de Jessica, Logan 23 s'enfuit avec elle afin d'atteindre le sanctuaire, lieu mythique où on peut vivre libre au-delà de 30 ans. 
À l'extérieur, et à la plus grande surprise de Logan 23, ils trouvent un air respirable, des paysages désertiques, mais également des cités cachées par une végétation envahissante, vestiges d'un monde dévasté par la guerre nucléaire.
Dans une de ces cités, ils découvrent un véhicule de transport sur coussin d'air, utilisant l'énergie solaire.
Au moment de partir avec cet aéroglisseur, nos deux héros sont rattrapés par trois limiers, dont Francis 14 qui est missionné par les dirigeants de la cité des dômes pour retrouver Logan 23 et le ramener. 
En effet, durant l'entretien avec ses hauts responsables, Francis a la surprise de constater qu'on peut vivre au-delà de 30 ans puisque tous sont plus âgés. Si Francis réussit dans sa mission, ils lui promettent une place parmi eux et donc une vie beaucoup plus longue.
Heureusement, Logan 23 et Jessica 6 parviennent à échapper aux limiers et à s'enfuir au bord de leur véhicule.
Dans la 2e partie, nos 2 fugitifs atteignent un abri souterrain (genre abri antiatomique) où un groupe de survivants se cache pour échapper à des cavaliers armés qui veulent les réduire en esclaves. Prônant la non-violence, ils préfèrent se terrer que d'affronter leurs persécuteurs.
Bien qu’il soit extérieur à cette rivalité, Logan 23, doit intervenir car Jessica 6 a été enlevée par les cavaliers. Il en profite pour libérer les esclaves grâce à l'intervention des survivants cachés dans l'abri qui ont décidé de se révolter. 
Mais étant toujours en quête du sanctuaire, Logan 23 et Jessica 6 refusent l’invitation de cette communauté à rester avec eux et reprennent la route.
Commence alors la 3e partie, où ils tombent dans un champ magnétique qui stoppe leur véhicule. Deux personnes les accueillent, et leur proposent de rejoindre la cité des montagnes. Persuadés qu'il s'agit du sanctuaire, Logan 23 et Jessica 6 acceptent. Mais très vite, les hôtes de cette cité sont très envahissants en voulant absolument le bien-être de leurs 2 invités et en les empêchant de quitter ce lieu.
En essayant de s'enfuir, Logan 23 et Jessica 6 vont découvrir que tous ceux qui habitent cette cité sont des androïdes programmés pour servir leurs maîtres décédés depuis de nombreuses années.
Ils vont faire connaissance de Rem qui s'occupe de l'entretien de ses congénères et qui leur propose de quitter la cité des montagnes et de les accompagner dans leur quête du sanctuaire.
Au moment de rejoindre le véhicule de transport, Francis 14 et 2 autres limiers attaquent les fugitifs.
Rem va intervenir pour que les androïdes de la cité les neutralisent afin de permettre à Logan 23 et Jessica 6 de fuir avec lui et de les distancer. Au cours de l'accrochage avec Francis 14, les 2 héros découvrent que Rem est lui aussi un androïde. 

## Épisode 2:Les Collecteurs
- États-Unis : 23 septembre 1977 sur CBS
- France : 24 septembre 1978 sur Antenne 2 (rediffusion : 6 novembre 1981, A2)

- Angela Cartwright : Karen
- Leslie Parrish : Joanna
- Linden Chiles : John
- Lawrence Casey : Martin

L'aéroglisseur de Logan 23 et Jessica 6 étant tombé en panne au milieu du désert, ils décident d'explorer les environs pendant que Rem s'ingénie à remettre en état le véhicule. Leurs pérégrinations les mènent en un endroit paradisiaque où ils retrouvent d'autres fugitifs échappés de la Cité des Dômes. Ces fugitifs leur apprennent qu'ils sont arrivés au Sanctuaire. 
Logan 23 et Jessica 6 ignorent que ce Sanctuaire n'est qu'une illusion créée par des extra-terrestres en mission d'exploration, et chargés de ramener 2 spécimens de chaque espèce intelligente rencontrée, dans le but de les étudier puis d'étoffer leur zoo local.
Dans un premier temps, Logan 23 et Jessica 6 sont adoubés aux travers des nombreuses illusions créées afin de les tromper pour gagner leur confiance et de les maintenir prisonnier.
Rem, qui a rejoint le couple, est le premier à s'en rendre compte puisqu'il n'est pas humain. Logan 23, qui a quelques doutes, va vite s'apercevoir de la supercherie.

## Épisode 3:Un étrange chasseur
- États-Unis : 30 septembre 1977 sur CBS
- France : 1er octobre 1978 sur Antenne 2 (rediffusion : 18 août 1982, A2)

- Horst Buchholz : James Borden
- Mary Woronov : Irène Borden
- Stan Stratton : Benjamin

Alors qu’ils se détendent au bord d’un lac, Rem, Jessica 6 et Logan 23 sont surpris et capturés par Francis 14 et un autre limier : Benjamin.
Alors que ce dernier reste avec Rem pour le détruire, Francis 14 part avec les 2 prisonniers, à bord de l’aéroglisseur pour rejoindre la cité des Dômes.
Lors d’une halte, (et après une tentative d'évasion ratée de la part de Logan 23), ils s'installent et font un feu. La nuit venue, Jessica 6 est enlevée par un mystérieux visiteur.
Pour la retrouver, Logan 23 fait un pacte avec Francis 14 : si ce dernier l’aide dans sa recherche de Jessica 6, il accepte de retourner à la cité des Dômes pour y être jugé.
Au nom de leur ancienne et sincère amitié, Francis 14 accepte.
En route, il rencontre un chasseur, James Borden, qui leur propose les aider. Il les accueille dans sa demeure où il collectionne (avec sa femme) une multitude d’armes et de trophées.
Ce que les 2 limiers ne savent pas, c’est que c’est lui qui a enlevée Jessica 6 et qui la tient prisonnière. 
En fait, elle va servir d’appât car Borden est passionné par la chasse à l'homme.
Ayant déjà traqué et tué des fugitifs, qui ont eu la malchance de s'aventurer sur ses terres, Borden a déjà entendu parler des aptitudes des limiers dans ce domaine et souhaite vérifier leur réputation.
Aussi, il pense pouvoir s'offrir sa plus belle chasse en traquant Logan 23 et Francis 14 jusqu'à ce que mort s'ensuive.
Parties le lendemain (à la recherche de Jessica 6) en compagnie du chasseur Borden, Logan 23 et Francis 14 s’aperçoivent des intentions de ce dernier.
Ils retrouvent leurs automatismes d’équipiers pour de proies devenir chasseur à leur tour, et déjouer tous les pièges qui leur sont tendus.
Pendant ce temps, Jessica 6 s’échappe de la surveillance de la maîtresse des lieux.
Elle retrouve Rem qui était parti à leur recherche après avoir mis hors d’état de nuire et fait prisonnier le limier chargé de le détruire grâce à une feinte.
Ensemble, ils partent aider Francis 14 et Logan 23 en espérant que le chasseur n’aura pas eu raison de ces derniers.
Lors du duel final, à la suite d'une méprise, le chasseur tue sa femme accidentellement. Logan 23 en profite pour le tuer à son tour mais fidèle à sa parole, il se constitue prisonnier auprès de son ancien ami Francis 14.
Rem et Jessica 6, qui ne sont pas au courant du pacte qu’ils avaient passés pour la retrouver, s’étonnent de cela.

## Épisode 4:La Fille du temps
- États-Unis : 10 octobre 1977 sur CBS
- France : 8 octobre 1978 sur Antenne 2

- Lisa Eilbacher : Lisa
- Brian Kerwin : Patrick
- Barney McFadden : Jeremy
- Gene Tyburn : L'ami
- Lou Richards : Strong

## Épisode 5:L'Homme venu d'ailleurs
- États-Unis : 17 octobre 1977 sur CBS
- France : 15 octobre 1978 sur Antenne 2 (rediffusion : 19 août 1982, A2)

- Hank Brandt : Gold
- Gene Tyburn : Ingénieur console 4
- Woodrow Chambliss : technicien laboratoire
- Mel Ferrer : Analog
- Paul Shenar : David Eakins
- Betty A. Bridges : Fontaine

Sur le chemin de leur recherche du Sanctuaire, Logan 23, Jessica 6 et Rem, détectent à l'aide du radar de leur véhicule solaire, une énergie aussi soudaine que proche. Ils se rendent sur place, et à peine arrivés, une cabine étrange apparait. À l'intérieur se trouve une cage avec un lapin dedans. Logan 23 pose son arme sur la cage et prend le lapin. À peine a-t-il fait cela que la cabine disparaît pour réapparaître quelques minutes plus tard, avec un homme à l'intérieur, Celui-ci rend l'arme à Logan 23, mais ils n'ont pas le temps de discuter longtemps car le voyageur est paralysé par le flamegun d’un des limiers, qui les a retrouvés. 
Logan 23, les contourne et les prend à revers, et après les avoir immobilisés, détruit leurs armes et repart avec ses amis en compagnie de l’étrange voyageur qui lui aussi est à la recherche du sanctuaire.
En fait, cet homme s’appelle David Eakins. Il vient du passé (l’an 2118) et grâce aux ordinateurs du Sanctuaire qu’il recherche, il espère obtenir des informations vitales qui lui permettraient d'empêcher l'holocauste nucléaire ayant conduit à la civilisation de l'Âge de Cristal.
Malheureusement, les ordinateurs qu’il recherche se trouvent dans un abri utilisé comme temple sacré par une communauté.
Arrêté par celle-ci alors qu’il essaye de mettre les ordinateurs en route, Eakins n’a plus que seul moyen de parvenir à ses fins que de demander de l’aide à Logan 23, Jessica 6 et Rem.
Il leur demande de retourner dans l’abri et de retrouver la bande qui lui permettra de connaître et comprendre ce qui a déclenché la guerre atomique.
Dilemme pour les 3 héros puisqu'en aidant Eakins à sauver son monde, ils condamnent de fait le leur….
Malgré cela, Logan 23 n'hésite pas à aider l'homme du passé dans sa quête de la vérité.
Après avoir récupéré les bandes de données récupérées par Rem et ses amis, Eakins retourne, grâce à la cabine, dans son époque afin de modifier l’Histoire et le cours des événements.
Logan 23, Jessica 6 et Rem, attendent… Mais il ne se passe rien. 
La cabine réapparaît porteuse d’un message.

## Épisode 6:Le Bien et le Mal
- États-Unis : 31 octobre 1977 sur CBS
- France : 22 octobre 1978 sur Antenne 2 (rediffusion : 27 décembre 1980, A2)

- Betty Jinnette : Femme / Positive
- Jeanne Sorel : Rama I
- Kim Cattrall : Rama II
- Len Birman : Positif 14 / Brawn
- William Smith : Modok / Le dirigeant
- John D. Gowans : Ingénieur

Toujours à la recherche du Sanctuaire, Logan 23, Jessica 6 et Rem tombent dans un guet-apens tendu pas des humains habillés en guenilles et très agressifs.
Leur aéroglisseur immobilisé par un filin tendu, ils sont mis en joue avec un lance-roquette par leurs agresseurs.
Mais heureusement pour eux, des cavaliers arrivent à leur secours. Une fois sauvés, ces derniers leur proposent de venir se reposer et se nourrir dans leur cité, protégée par un champ électromagnétique.
En même temps, l'un d'eux leur demande s’ils ont subi le « processus » ?
Devant l’étonnement de Logan 23 et Jessica 6, Rem en fin psychologue, répond immédiatement que « oui, ils ont subi le processus ». 
À voix basse, il explique à Logan 23 qu'il fallait répondre cela, car il pense qu’ayant quelque chose de pas clair dans cette histoire, répondre par la négative aurait pu avoir des conséquences pour eux.
Arrivés dans la cité, lors d’un repas organisé en leur honneur, Logan 23 et ses amis reconnaissent dans le maître des lieux, l'une des personnes qui les avait attaqués dehors. 
Logan 23 et Jessica 6 posent alors des questions qui mettent le doute au représentant de la communauté.
Celui-ci décide alors d’arrêter les 3 fugitifs et de les soumettre au processus qui, grâce à une machine, divise la personnalité des gens en deux : la bonne personnalité qui vit dans la cité et le mauvais côté qui, lui, vit comme des sauvages dans la forêt.
Jessica 6 est la 1re à subir cette expérience et se retrouve séparée en deux personnalités distinctes. 
Puis quand arrive le tour de Logan 23 et Rem, ces derniers arrivent à s’enfuir de la cité grâce à l’androïde et à rejoindre les personnalités négatives qui vivent à l’extérieur.
Ayant retrouvé la Jessica négative (qui est très agressive et s’est entichée du chef de clan des sauvage), Logan 23, propose à cette communauté de retrouver leur seule et unique personnalité.
Aussi, avec Rem, il retourne à la Cité et permet aux négatifs de l’extérieur d’envahir cette dernière. Mais les positifs s’attendaient à cette attaque, aussi ils arrivent à faire prisonnier leurs doubles.
De son côté, la mauvaise Jessica essaye de tuer son double positif mais Logan 23 intervient avant l’exécution de ce geste désespéré qui ne permettrait pas à Jessica de redevenir ce qu’elle était avant.
Le limier fugitif et Rem vont trouver de l’aide en la personne de la femme du maître des lieux qui a subi un processus raté. En fait, enfant, son côté positif n’avait pas supporté l’expérience et était mort. Sa mère, de peur de perdre son seul enfant a caché la vérité et a échangé les corps afin de protéger sa fille.
Grâce à son aide, Logan 23 et Rem arrivent à faire fonctionner la machine permettant de dédoublement et en inversant le processus, ils permettent à Jessica 6 de retrouver sa véritable personnalité.
Démasqués, les 3 fugitifs proposent aux dirigeants d’inverser les processus afin qu’ils retrouvent tous leur personnalité.
Devant le refus et l’intransigeance du maître des lieux la jeune femme, qui a aidé Logan 23 et Rem, essaye de mettre fin à sa vie. Ce geste insensé fait prendre conscience aux autorités de la situation dans laquelle ils se trouvent. Elle révèle, surtout, aux yeux de tous que chez les positifs, il subsiste un côté négatif et inversement.
Aussi, le plus haut représentant de la communauté des positifs décide d'inverser le processus et de détruire la machine par la suite.

## Épisode 7:La Crypte
- États-Unis : 7 novembre 1977 sur CBS
- France : 29 octobre 1978 sur Antenne 2 (rediffusion : 17 août 1982, A2)

- Peggy McCay : Docteur Mildred Krim
- Adrienne LaRussa : Sylvia Reyna
- Liam Sullivan : Frederick Lyman
- Neva Patterson : Victoria Mackie
- Soon-Tek Oh : Dexter Kim
- Ellen Weston : Rachel Greenhill
- Christopher Stone : David Pera
- Richard Roat : L'homme sur l'écran vidéo

S'aventurant dans une Cité en ruine abandonnée, Logan 23, Jessica 6 et Rem découvrent devant l’une des bâtisses un signal d’alerte qui fonctionne toujours.
Aussi, ils décident de rentrer à l’intérieur. Dans le bâtiment, Logan 23, en passant sa main sur une cellule photo-électrique, met en marche un message vidéo vieux de 2 siècles.
Il s'agit d'un message posthume d’une chercheuse du XXe siècle, lorsqu’un virus avait détruit une partie de l’humanité. Aussi, avec des collègues, elle a congelé 6 scientifiques sélectionnés parmi les meilleurs chercheurs de l'humanité en attendant qu’un antidote soit mis au point. Ce qui fut fait par la suite. Hélas, atteinte à son tour par le virus, elle n’a pas pu réveiller les 6 dormeurs. Aussi, elle demande à tous ceux qui découvrent ce message de prendre le sérum créé (sous la forme de 2 ampoules (chacune pouvant sauver 3 personnes)) et de l’injecter aux 6 scientifiques endormis.
Décidant de leur porter secours, Logan 23, Jessica 6 et Rem s'aventurent dans le complexe souterrain. Mais un séisme fait s’écrouler une partie du complexe sur eux, blessant à la tête Logan 23 (qui laisse tomber la boite avec les deux ampoules de sérum) et Jessica à la jambe.
Malheureusement, ce tremblement de terre a fait tomber une poutre sur la boite des 2 capsules contenant le sérum qui seul peut s'opposer au virus (ce qui en détruit une) tout en déclenchant le réveil des 6 scientifiques.
Alors que Rem porte Jessica, ils pénètrent dans la salle de cryogénisation où les 6 personnes congelées s'éveillent de leur léthargie (un haut administrateur, un médecin, un télé-kinésiste, une laborantine, une experte en androïde et un architecte).

Logan et Rem expliquent la situation, et ses conséquences puisque seuls 3 d’entre eux pourront bénéficier du vaccin.
Ne faisant pas confiance à la logique de l’androïde, Rem, les 6 scientifiques souhaitent que ce soit Logan 23 et Jessica 6 qui choisissent.
Pour ce faire, ils essayent de mieux connaître ces 6 rescapés.
Mais alors que certaines secousses se font sentir, le haut administrateur est retrouvé mort, tué par la chute d’un ordinateur mural.
En menant une enquête, Rem, s’aperçoit que ce décès n’est pas accidentel.
En effet, les toiles d’araignée reliant l’ordinateur au mur ne se sont pas déchirées comme elles auraient dû le faire lors d’une chute normale. Pour Rem, quelqu’un a assassiné l’expert et a glissé son corps sous l’appareil afin de maquiller son meurtre.
Puis, lors d’une nouvelle secousse et de l’extinction des lumières, l’experte en androïde est retrouvée morte à côté d’une arme.
Il ne fait plus de doute que parmi les personnes congelés s’est glissée un imposteur.
Faisant preuve de déduction, Rem finit par découvrir que ce dernier est la jeune laborantine qui avait truqué son dossier pour être sélectionnée.
Ses 3 collègues survivants décident de la recongeler. Aussi, après s’être administré l’antidote, ils reprennent leurs travaux avec l’espoir de recréer une communauté.

## Épisode 8:La Loi de la peur
- États-Unis : 14 novembre 1977 sur CBS
- France : 5 novembre 1978 sur Antenne 2 (rediffusion : 23 août 1982, A2)

- Peter Brandon : Second psychiatre
- William Wellman Jr : Premier psychiatre
- Jared Martin : Docteur Emory Paulson
- Ed Nelson : Docteur Rowan
- Carl Byrd : Troisième psychiatre

## Épisode 9:Opération Judas
- États-Unis : 19 décembre 1977 sur CBS
- France : 12 novembre 1978 sur Antenne 2 (rediffusion : 24 août 1982, A2)

- Morgan Woodward : Morgan
- Spencer Milligan : Garth
- Wright King : Jonathon
- Lance LeGault : Matthew
- Nicholas Hammond : Hal 14
- Gary Tomlin : Joseph 8
- James Poyner : Théo
- Pat Skelton : Mark
- Diane Lander : Elna
- Andrew Masset : Carlos

## Épisode 10:Rêves mortels
- États-Unis : 2 janvier 1978 sur CBS
- France : 19 novembre 1978 sur Antenne 2 (rediffusion : 26 août 1982, A2)

- Joey Fontana : Premier homme des sables
- Ed Couppee : Co Star
- Michael Sullivan : Clay
- Mariette Hartley : Ariana
- Janis Jamison : La femme

## Épisode 11:Le Carrousel
- États-Unis : 16 janvier 1978 sur CBS
- France : 26 novembre 1978 sur Antenne 2 (rediffusion : 20 décembre 1980, A2)

- Burt Cooper : Premier homme
- Gary Swanson : Peter
- Regis Cordic : Darrel
- Melody Anderson : Shelia
- Morgan Woodward : Morgan
- Wright King : Jonathon
- Ross Bickell : Michael
- Rosanne Katon : Diane
- William Molloy : Second homme

Toujours poursuivis par Francis 14 et 1 limier (qui les talonnent de peu), Logan 23, Jessica 6 et Rem voient leur véhicule s'arrêter net sans aucune raison en pleine forêt alors qu'ils vont les semer. Aussi, ils n’ont pas d’autre choix que d’abandonner leur aéroglisseur afin de s'enfoncer à pied dans les bois pour échapper à leurs poursuivants.
À peine ont-ils commencé à pénétrer dans la forêt que deux hommes cachés tirent une flèche paralysante sur Logan 23 tandis que Rem et Jessica 6 sont télétransportés dans un autre monde. 
Là, ils font la connaissance de Darrel (représentant de très hauts dignitaires venant très certainement d'une autre planète) qui leur apprend qu’ayant pénétré sur leur territoire (et craignant d’être attaqués) ils ont préféré les mettre hors d’état de nuire (comme ils le font pour tout possibles ennemis).
Aussi, plutôt que de subir une agression ou un affrontement, ils préfèrent mettre en « transit » tout intrus, c’est-à-dire le neutraliser et lui effacer de sa mémoire ses 12 dernier mois. Ainsi, tout visiteur voyant sa mémoire effacée ne garde aucun souvenir du territoire de Darrel, ce qui permet de protéger ce dernier.
C’est ce que vient de subir Logan 23 puisqu'il était le seul de leur groupe à porter une arme.
Quant à Jessica 6 et Rem, ils n’ont pas encore subi cet effacement afin d’être interrogés sur leurs intentions.
Devant les explications de Darrel, la fugitive l’informe que lui effacer la mémoire serait préjudiciable à son avenir mais aussi à sa survie, comme à celle de Logan 23, puisqu'ils sont poursuivis par des limiers. 
Aussi, elle promet à Darre que s’ils sont relâchés (tout en gardant leur mémoire), ils ne reviendront jamais dans ces lieux. Rem, de son côté, explique qu'en tant qu'androïde, effacer sa mémoire serait inutile mais comme Jessica 6, il promet de ne jamais revenir et de ne pas divulguer les coordonnées de ce lieu.
Pendant ce temps, Logan 23 se réveille et rejoint le véhicule solaire en se demandant ce qu’il fait là. Et quand Francis 14 et l’autre limier arrivent, il les questionnent. Mais son ancien ami le désarme. Devant les interrogations de Logan 23, Francis 14 lui demande « en quelle année ils sont ». La réponse « 2318 » lui fait comprendre que le limier fugitif a un problème de mémoire et qu’il se croit 1 an avant et non pas en 2319.
Dubitatif, l’autre limier lui indique qu’il est un fugitif et qu’il s’est enfui de la Cités des Dômes en compagnie d’une fugitive, Jessica 6.
Mais Logan 23 semble ne se souvenir de rien ni de l’androïde Rem. Pour lui, Francis 14 est toujours son meilleur ami et ils vivent ensemble à la Cité des Dômes.
Logan 23 réagit violemment aux propos du limier accompagnant Francis 14. Aussi, pour couper court à tout conflit entre les 2 hommes, ce dernier déclare que « quoi qu’il lui soit arrivé, il est un limier donc un des leurs ».
Obnubilé par le fait qu’il soit redevenu son meilleur ami, ils repartent (tous les 3) à la Cité des Dômes où Logan 23 devra subir un interrogatoire.
Néanmoins, Francis 14 conserve l’arme de son ami, qui l’accompagne sans rien dire.
Revenu devant le conseil des anciens, Francis 14 explique tout de la perte de mémoire de Logan 23. Mais le conseil n'a que faire de leur amitié. Pour prouver sa fidélité retrouvée, l’ex-limier fugitif devra subir un interrogatoire et faire amende honorable devant l’assemblée. De plus, il devra exprimer son repentir, affirmer que leur manière de vivre dans la Cité est la seule solution et dénoncer publiquement l’erreur des fugitifs tout en admettant l’inexistence du Sanctuaire.
Francis 14 est soulagé et retrouve son ami pour effectuer de nouvelles patrouilles dans la Cité des Dômes.
Mais les réelles intentions du conseil sont de faire mourir Logan 23 lors de la cérémonie du Carrousel après qu’il a discrédité le Sanctuaire et l’organisation des fugitifs.
Pendant ce temps, Rem et Jessica 6 apprennent, par Darrel, que les hautes autorités ont accepté leurs promesses. Mais ce dernier les informe que, pendant leur attente, Logan 23 (qui n’a plus de souvenir) est parti en compagnie de 2 limiers. Darrel leur indique que la mémoire de leur ami pourrait revenir mais que cela prendra du temps.
Inquiets pour ce dernier, Jessica 6 et Rem reprennent leur véhicule solaire afin de rejoindre au plus vite la Cité des Dômes pour aider Logan 23 à retrouver sa mémoire et à reprendre la route avec eux.
Dans la Cité, ils retrouvent Michael (le responsable de la filière des fugitifs) et mettent en place un plan pour sauver Logan 23.
Ce dernier a de temps en temps des bribes des événements qu’il a vécus avec Jessica 6 et Rem, mais cela reste très flou. Aussi, de temps en temps, certains flashes lui reviennent mais rien de bien précis. 
Cela occasionne chez lui quelques blocages. Par exemple, lors d’une course poursuite, en compagnie de Francis 14, il ne peut tuer un fugitif.
Devant l’interrogation de son ami, Logan 23 s’en sort d’une pirouette en lui expliquant que « la dernière fois, c’est lui qui avait tiré. Donc cette fois-ci c’était ton tour ». 
Pendant ce temps, Jessica 6 et Rem mettent au point leur plan d’action. 
Aussi, elle va se présenter à Logan 23 sous le pseudo « Jerry », diminutif de Géraldine 4, pour lui faire retrouver la mémoire. Pour ce faire, elle s’habille différemment et change sa coiffure grâce à un chignon.
Mais ce stratagème ne fonctionne pas. 
Logan 23 ne la reconnaît pas malgré un baiser fougueux.
Ainsi, Jessica 6 ne peut faire autrement que de l’informer de sa réelle identité. Surpris, Logan 23 la menace et la chasse quand elle commence à lui parler du mensonge du Carrousel.
Cette rencontre et les paroles de Jessica 6 permettent à Logan 23 de voir sa mémoire lui revenir après coup.
Aussi, avant de partir témoigner devant l’assemblée de la Cité des Dômes, il lui laisse un message où il lui indique qu’il « se souvient de tout, des moments passés et partagés avec elle et Rem. Il va témoigner mais pour avertir ses semblables des fausses vérités du carrousel mais aussi de leurs découvertes à l’extérieur. Aussi, il encouragera les habitants à fuir la cité ».
Jessica 6 comprend que Logan 23 va se sacrifier. Aussi, avec ses amis fugitifs, ils vont essayer de l’empêcher de témoigner.
Interceptant Logan 23 et Francis 14, ils neutralisent ce dernier, ce qui permet à Jessica 6 et au limier fugitif de fuir ensemble pour retrouver leur ami androïde.
Une fois Francis 14 revenu à lui, il donne l’alerte et se lance à la poursuite de son ex-ami limier redevenu fugitif.
Mais Logan 23 comprend qu’ils vont être rapidement retrouvés grâce au « transepteur » qu’il porte. Aussi, il attend le limier, lui tend un piège (où il le désarme) et essaye de lui faire entendre raison, surtout que lui aussi sait comment l’extérieur est réellement.
Francis 14 reste de marbre mais Logan 23 le laisse partir pour retrouver Jessica 6 et Rem.
Une fois dehors, et la porte de sortie condamnée, ils repartent à la recherche du Sanctuaire.

## Épisode 12:Ombres dans la nuit
- États-Unis : 23 janvier 1978 sur CBS
- France : 3 décembre 1978 sur Antenne 2 (rediffusion : 31 août 1982, A2)

- George Maharis : Gavin
- Barbara Babcock : Marianne
- Paul Mantee : Barton

Roulant sous une pluie battante en pleine nuit, Jessica 6, Logan 23 et Rem vont bientôt manquer d'énergie solaire pour leur véhicule. Tandis qu'ils roulent Jessica 6 aperçoit en plein milieu de la route 2 silhouettes marchant sous la pluie. Hélas, ses 2 compagnons n'ont rien vu. Toutefois Logan 23 sort quand même vérifier qu'il n'y a personne. Revenant au véhicule ils repartent, lorsque Jessica 6 et cette fois Rem revoient les 2 silhouettes.
Un peu plus tard, ils arrivent devant une vieille bâtisse et décident d'y rentrer puisque Rem a vu de la lumière au 1er étage.
Visiblement vide (puisque personne ne répondant aux appels de Logan 23), ils commencent à faire un feu et à se réchauffer. Quand soudain un homme arrive, suivi de près par une femme énigmatique. Celui-ci offre l'hospitalité à ses 3 invités, tandis que la femme semble attendre depuis très longtemps un homme nommé Gavin qui a quitté cette bâtisse il y a très longtemps. 
Inspectant la demeure, Rem (grâce à sa programmation) renseigne ses amis sur le fait que tous les objets de la maison, s’ils paraissent récents, ont plus de 5 siècles d’existence.
Alors que la maîtresse des lieux a préparé un repas sommaire mais délicieux, que Logan 23 et Jessica 6 sont en train de manger sous le regard des hôtes de la maison, des coups retentissent à la porte de celle-ci.
La femme est certaine que c'est Gavin mais lorsqu'elle va ouvrir, il n'y a personne.
C’est alors qu’une voix retentit derrière elle. Gavin, se trouvant devant la cheminée.
Tandis que Logan 23, Jessica 6 et Rem vont prendre congé et s'en aller, Gavin leur apprend que leur véhicule est complètement vidé de son énergie solaire et qu'ils devraient passer la nuit dans la maison. Logan 23 est surpris, mais Gavin lui explique que non seulement il a une grande expérience des véhicules solaires mais qu’en plus il a essayé de le déplacer et que c’est ainsi qu’il a pu constater qu’il était presque vide en « carburant ».
Les deux fugitifs et leur androïde acceptent de ne repartir qu’au petit matin quand le soleil aura refait le plein de leur aéroglisseur. Pour cela Logan 23 et Rem vont chercher leurs affaires. Tandis que Gavin invite Jessica 6 à se réchauffer près du feu, Logan 23 se retourne et en fermant la porte, entraperçoit le mystérieux visiteur apparaître de manière transparente.
Dans le véhicule, lui et Rem se demandent comment cela se fait que la réserve d'énergie soit épuisée alors qu'il en restait encore un peu quand ils se sont garés ?
Une fois revenu dans la bâtisse, Gavin, énigmatique pose la question une question à chaque invité : « croyez-vous en ce qui est ou en ce qui peut-être ??? » .
Logan 23 répond qu’il « pense d’abord en ce qui est et qu’après il agit ». 
Pour Rem, cartésien dans l’âme, « 1 et 1 font toujours 2 ».
Enfin, pour Jessica 6 « tout est possible… ». 
Gavin qui savait qu’elle répondait ainsi la remercie et leur souhaite une bonne nuit.
Alors que Jessica 6, Logan 23 et Rem, vont respectivement dans leurs chambres, des choses étranges commencent à se passer dans le manoir : 
Quand Jessica va dans sa salle de bain, le reflet de la maîtresse de maison apparaît à l’extérieur de la fenêtre de sa chambre (comme flottant dans les airs) mais surtout non mouillée par la pluie qui tombe en abondance dehors. Puis c’est une rose posée sur un oreiller qui disparaît quand elle essaye de la toucher. Enfin « persécutée » par la voix de Gavin, la fugitive disparaît de la pièce pour se retrouver dans une grotte qui donne sur un tunnel qu’elle se met à parcourir.
Dans sa chambre, Logan 23 trouve une clé par terre et en la ramassant il voit, dans le miroir posé devant lui, l’image de Gavin dans un lieu étrange en train de se recueillir devant un cercueil ouvert, contenant le corps d’une femme.
Rem, quant à lui, enregistre d’étranges vibrations qui défient sa logique.
Logan 23 quitte sa chambre pour rejoindre Rem et lui parler de sa vision. L’androïde lui fait part des choses qu’il ressent et lui indique qu’après analyse de la situation, il pense que cette maison est très ancienne. Il en vient à la déduction qu’elle peut être habité par des esprits n’ayant pas réussi à trouver le repos éternel. Poussant son raisonnement encore plus loin, Rem affirme qu’il se peut que cette maison soit « hantée… Par des fantômes ! ».
Cette révélation semble se confirmer quand Jessica 6 aperçoit Gavin, qui traverse l’un des murs de sa chambre pour la quitter après l’avoir observée durant son repos.
Et alors que Logan 23 et Rem sont en grande discussion, Gavin leur apparaît de manière forte discrète, ce qui ne manque pas d’étonner le limier fugitif.
Gavin, tout en les mettant en garde, leur demande de quitter la demeure puisque leur appareil est de nouveau en état de fonctionner, son plein d’énergie ayant été fait comme par enchantement.
Mais refusant de partir sans Jessica 6, Rem et Logan 23 mettent en colère Gavin qui quitte la pièce. Le limier essaye de l’arrêter avec son arme grâce au rayon paralysant de son arme, mais ce dernier disparaît, comme un fantôme, ce qui rend très perplexe nos 2 héros.
Sentant le danger, ils décident d’aller chercher Jessica 6.
Mais celle-ci a disparu de sa chambre. Revenu dans la sienne, Logan 23 découvre que le miroir qui lui avait révélé l’image de Gavin devant un cercueil a été brisé par ce dernier. Heureusement, il se souvient que la pièce qu’il avait aperçue était en sous-sol. 
Aussi, grâce à Rem et à son détecteur de vibrations, ils trouvent un passage secret dans un des murs qui débouche sur un escalier. L’empruntant, ils descendent jusqu'aux fondations de la demeure qu’ils parcourent.
Pendant ce temps, Jessica 6, qui a rejoint la pièce où se trouve le cercueil, est séquestrée par Gavin et le couple occupant la maison.
Ils l’informent qu’ils ont voué leur âme au prince des ténèbres, qui a pris la vie de la femme de Gavin. Aussi, afin qu’elle puisse renaître, ils ont besoin sacrifier Jessica 6 et d’utiliser son corps afin que l’épouse de ce dernier revienne à la vie. Malgré les pressions qu’elle subit, la fugitive refuse. Mais maintenue de force par l’un des esprits, elle ne peut empêcher Gavin de commencer la cérémonie en lui dessinant une étoile rouge sur le front.
Au moment, où les fantômes vont arriver à leurs fins, Rem et Logan 23 pénètrent dans la pièce. Ce dernier fait usage de son flamegun et brûle le cercueil d’où la femme de Gavin est en train de se réveiller.
Cela met fin à la cérémonie et fait disparaître les esprits. Jessica 6 très éprouvée, remercie Logan 23 de l’avoir sauvée.
Au petit matin, le soleil revenu, 2 fugitifs et leur androïde reprennent leur véhicule afin de continuer leur quête du Sanctuaire.

## Épisode 13:La Ville des sables
- États-Unis : 30 janvier 1978 sur CBS
- France : 10 décembre 1978 sur Antenne 2 (rediffusion : 25 août 1982, A2)

- Sherril Lynn Rettino : Seconde femme
- Arell Blanton : Gardien de la première cellule
- Anita Minotto : Aretha
- John Furey : Phillip
- Victoria Racimo : Mia
- Hari Rhodes : Samuel
- Nehemiah Persoff : Asa
- Gerald McRaney : Gera
- Louie Elias : Le cavalier

## Épisode 14:Installation interstellaire
- États-Unis : 6 février 1978 sur CBS
- France : 17 décembre 1978 sur Antenne 2 (rediffusion : 27 août 1982, A2)

- Eddie Firestone : Timon
- Paul Carr : Morah
- Darrell Fetty : Pata
- Ian Tanza : Arcana

Alors qu’ils se déplacent à bord de leur véhicule solaire, Logan 23, Jessica 6 & Rem aperçoivent un homme en combinaison sur le côté de la route qui a du mal à marcher. Alors que ce dernier tombe au sol, ils stoppent l’aéroglisseur pour lui porter secours.
L’homme en question, qui se nomme Arcana, leur indique qu’il meurt de froid.
Etonné, car il fait une chaleur torride en cette saison, ils décident de le raccompagner chez lui.
Arrivé devant une cité futuriste, ils sont accueillis par plusieurs hommes, habillés comme Arcana, dont le responsable, Morah, les remercie d’avoir aidé leur compatriote et leur offre l’hospitalité.
Jessica 6 s’étonne qu’Arcana ait si froid. Morah lui indique que son peuple vient d’un pays où il fait très chaud et qu’il a du mal à s’acclimater aux températures actuelles.
Une fois rentré dans la cité d’Arcana et de Morah, les trois héros sont invités à s’asseoir et à se désaltérer.
Lors de la discussion, Logan et Rem s’étonnent que cette peuplade, qui semble venir de très loin, n’ai pas été affecté par la guerre atomique.
Morah est très évasif dans ses réponses et préfère couper court à la conversation.
Rem qui se doute de quelque chose, propose de mettre fin à l’invitation et de quitter la Cité.
Drogués par la boisson absorbée, Logan 23 et Jessica 6 ne sentent pas le danger.
En fait, les fauteuils où ils sont assis servent d’analyseurs ce qui permet à Morah de se rendre compte que Rem n’est pas « organiquement viable ». Aussi, ce dernier est emmené par des compagnons de Morah dans une autre pièce, devant le regard médusé de ses 2 amis, incapable de réagir.
Désarmé et incapable de bouger, Logan 23 et Jessica 6 sont interrogés par Morah sur la Cité de Dôme, leur peuple et les limiers. Incapable de résister, ils répondent pendant que leurs pensées sont analysées sur des écrans.
Puis, ils sont transportés dans une pièce rouge, où allongé sur un lit, ils sont laissés (pendant plus de trois heures) dans un environnement chaud et suffocant.
Pendant ce temps, Rem (qui a été analysé) a une discussion avec Morah. L’androïde (en observant les ordinateurs du complexe de commandement de ce dernier) en déduit qu’il vient d’une autre planète, à des milliers de kilomètres de la terre, où il fait très chaud. Morah, stupéfié devant tant de perspicacité lui annonce qu’il va leur être d’une très grande utilité. Ce dernier refuse, mais avant qu’il ait pu esquisser un geste, il est emmené de force dans un autre lieu.
De leur côté, Logan 23 et Jessica 6 sont secourus par Timon, un humain d’un certain âge habillé de guenilles qui les oriente jusqu’à un laboratoire souterrain. Ce dernier, tout en leur offrant à boire, leur apprend que Morah et ses congénères sont des extra-terrestres arrivés il y a deux années dans un énorme vaisseau qui s’est écrasé sur la terre. Dans cet accident, ils ont eu beaucoup de morts.
Morah et les siens ont massacré tous les compatriotes de Timon, dont sa femme et ses deux enfants. Caché sous la cité, il espère se venger de ces monstres et leur faire payer leurs crimes.
Dans la discussion, il leur apprend que grâce à une machine, les extra-terrestres arrivent à utiliser l’enveloppe humaine afin qu’elle puisse les accueillir et leur permettre de vivre sur la terre.
Timon demande à Logan 23 et Jessica 6 si à leur arrivée, ils ont été questionnés sur leur passé. Devant leur réponse affirmative, il leur explique que très certainement deux extra-terrestres ont été préparés en vue d’utiliser leurs enveloppes corporelles. Dans un premier temps, les deux fugitifs, aidé de Timon, retrouvent leurs « doubles » qu’ils détruisent.
Puis refusant de partir sans Rem, ils essayent de le retrouver.
De son côté, l’androïde est démonté et ses composants électroniques testés pour réparer le téléporteur intergalactique du peuple de Morah.
Grâce à Timon, les deux fugitifs le retrouvent en pièces détachées. 
Rem leur apprend que Morah essaye de créer, avec ses pièces, un appareil permettant de guider leurs vaisseaux spatiaux afin d’envahir la terre (car leur planète ne sera plus habitable dans une génération à cause de l’expansion de leur soleil).
Aussi, à leur insu, il a fabriqué un petit appareil permettant de leur donner de fausses coordonnées.
Leur discussion est interrompue et Rem est emmené par les étranges visiteurs pour d’autres examens.
Timon donne une arme à Logan 23 et, avec Jessica, ils vont à la tour de contrôle pour essayer de la saboter et de libérer Rem. Malheureusement, ils sont stoppés dans leur tentative par Morah et par ses hommes et emmenés dans un marécage où tous ceux qui ont été transportés ont péri dans d’horribles mutilations causées par quelques monstrueuses créatures.
Ce lieu brumeux et lugubre est très inquiétant. Des ombres entourent les trois prisonniers et les suivent dans leurs déplacements. Des cris retentissent souvent et Timon est attaqué par une créature. Pour Logan 23, qui le sauve, c’est l’œuvre de mutants dégénérés. En se repérant grâce aux étoiles, le limier parvient à guider Jessica 6 et Timon hors du marécage et à retrouver la cité des extra-terrestres.
Aussi, en utilisant la surprise (puisque les extra-terrestres les croient morts), Logan 23, Jessica 6, Timon et Rem échafaudent un plan pour mettre hors d’usage l’appareil des extraterrestres. Ce dernier est une porte permettant la téléportation et non un outil de guidage comme l’avait pensé au début l’androïde.
Les trois humains se faufilent dans les tuyaux d’aération de la Cité et grâce à des bombonnes d’azote liquide font chuter la température dans la tour de contrôle après en avoir condamné l’accès.
Morah et ses congénères, ne supportant pas ce froid soudain, perdent connaissance.
Profitant de cela, Logan, grâce aux conseils de Rem, place le déflecteur qu’il a fabriqué afin de faire exploser le téléporteur que Morah avait réparé.
De plus, il confisque toutes les armes des extraterrestres afin de les neutraliser, mais devant le souhait de Timon de les tuer (pour se venger), Logan 23 lui propose d’attendre et de voir si, à leur réveil, ils souhaitent collaborer maintenant qu’ils savent que tous liens avec leur planète sont définitivement coupés.